# Aleksandr Wołkow (kosmonauta)
Aleksandr Aleksandrowicz Wołkow, ros. Александр Александрович Волков (ur. 27 maja 1948 w Gorłówce, obwód doniecki w b. ZSRR (obecnie Ukraina) – radziecki wojskowy, pułkownik lotnictwa, kosmonauta, Lotnik Kosmonauta ZSRR.
Ojciec kosmonauty Siergieja Wołkowa.

## Wykształcenie i służba wojskowa
- 1966 – ukończył szkołę średnią w Gorłówce.
- 1976 – został absolwentem Wyższej Wojskowej Szkoły Lotniczej w Charkowie, a później był pilotem instruktorem pułku szkolnego tej uczelni.
- 1991 – w czerwcu zakończył z odznaczeniem zaoczne studia na Wojskowej Akademii Politycznej im. W.I. Lenina. Zdobył uprawnienia wykładowcy historii.
- 1998 – 20 sierpnia w stopniu pułkownika, z uwagi na osiągnięty wiek, został przeniesiony do rezerwy.

## Kariera kosmonauty i służba w Centrum Wyszkolenia Kosmonautów
- 1976 – 23 sierpnia został przyjęty do szóstej grupy kosmonautów.
- 1976–1977 – został skierowany do Achtubinska (obwód astrachański) do centrum przygotowującego pilotów doświadczalnych, ponieważ Wołkow miał zostać jednym z kosmonautów szkolących się w ramach programu Buran.
- 1977–1978 – odbył podstawowe szkolenie przygotowawcze dla kosmonautów.
- 1979–1981 – w Achtubinsku przeszedł uzupełniające przeszkolenie i opanował latanie na ponad 20 typach różnych samolotów, na których wylatał ponad 1500 godzin.
- 1982–1984 – w grupie kosmonautów przygotowywał się do lotu w kosmos w ramach programu Buran.
- 1984 – od 1 września razem z Władimirem Wasiutinem i Wiktorem Sawinychem rozpoczął szkolenie do długotrwałego lotu na pokładzie stacji kosmicznej Salut 7. W załodze Wołkow pełnił funkcję kosmonauty-badacza. Podczas przygotowań do lotu stacja uległa awarii i doświadczonego kosmonautę – Wiktora Sawinycha przesunięto do załogi ratunkowej, a jego miejsce zajął Gieorgij Grieczko. Spowodowało to przesunięcie startu o blisko 6 miesięcy.
- 1985 – od 17 września do 21 listopada – uczestniczył w locie kosmicznym na pokładzie statku Sojuz T-14 i stacji Salut 7.
- 1986 – został dowódcą grupy kosmonautów szkolonych do lotów w kosmos na statkach wielokrotnego użytku.
- 1986 – od marca rozpoczął przygotowania do lotu w kosmos jako dowódca rezerwowej załogi drugiej stałej ekspedycji (ЭО-2) na stację kosmiczną Mir. Razem z nim trenował Siergiej Jemieljanow.
- 1987 – od marca do grudnia był dowódcą załogi dublerów trzeciej stałej ekspedycji (ЭО-3) na stację Mir. Do załogi wyznaczono także Siergieja Jemieljanowa (w maju zamienił go Aleksandr Kaleri) oraz Aleksandra Szczukina. 21 grudnia podczas startu Sojuza TM-4 był dublerem dowódcy załogi podstawowej.
- 1988 – od stycznia rozpoczął trwające 11 miesięcy szkolenie przygotowujące do lotu na stację kosmiczną Mir. Wołkow został dowódcą czwartej stałej ekspedycji (ЭО-4). W załodze razem z nim znaleźli się: Aleksandr Kaleri oraz francuski astronauta Jean-Loup Chrétien. W marcu Aleksandra Kaleri zastąpił Siergiej Krikalow.
- 1988 – 26 listopada wystartował w kosmos na pokładzie statku Sojuz TM-7. Lot trwał do 27 kwietnia 1989.
- 1990 – 13 sierpnia rozpoczyna kolejne przygotowania do lotu w kosmos. Tym razem został wyznaczony do załogi rezerwowej 8. stałej ekspedycji na stację Mir. Inżynierem pokładowym załogi został Aleksandr Kaleri.
- 1991 – 18 maja podczas startu Sojuza TM-12 był dowódcą rezerwowej radziecko-angielskiej załogi. W jej skład wchodzili również – inżynier pokładowy – Aleksandr Kaleri i kosmonauta badacz Timothy Mace z Wielkiej Brytanii.
W czerwcu mianowano go dowódcą 10 stałej ekspedycji na stację Mir (Э0-10) realizującej jednocześnie krótkotrwały lot w ramach radziecko-austriackiego programu Austromir. Pierwotnie obok austriackiego kosmonauty, którym był Franz Viehböck, lecieć miał Aleksandr Kaleri, ale do programu lotu włączono także planowany lot obywatela Kazachstanu i w jego miejsce do załogi włączony został Toktar Äubäkyrow.
2 października Wołkow wystartował w kosmos na pokładzie statku Sojuz TM-13. Pozostał na pokładzie stacji kosmicznej Mir i przebywał tam razem z Siergiejem Krikalowem z 9 stałej ekspedycji do 25 marca 1992.
- 1991 – 11 stycznia został dowódcą oddziału kosmonautów.
- 1992–1994 – został przydzielony do grupy kosmonautów, którzy szkolili się do ewentualnych lotów ratunkowych. Wołkow w razie potrzeby mógł być dowódcą takiej misji.
- 1998 – 21 sierpnia opuścił oddział kosmonautów. Miało to związek z zakończeniem przez Wołkowa czynnej służby wojskowej.

## Po opuszczeniu oddziału kosmonautów
- 1999 – został przedstawicielem Komitetu Centralnego Niezależnego Związku Zawodowego Federacji Rosyjskiej zrzeszającego byłych wojskowych.
- 2000 – został prezesem kanału telewizyjnego Muz-TV (Муз-ТВ).

## Loty załogowe
- Sojuz T-14

Do swojego pierwszego lotu w kosmos wystartował jako kosmonauta-badacz na pokładzie statku Sojuz T-14 17 września 1985. Misją dowodził Władimir Wasiutin, a inżynierem pokładowym był Gieorgij Grieczko. Pierwotnie plan lotu przewidywał wyprawę trwającą 6 miesięcy. W tym czasie na pokładzie stacji Salut 7 mieli pracować Wasiutin, Sawinych (wystartował wcześniej w misji Sojuz T-13) i Wołkow. Podstawowym celem wyprawy było rozładowanie statku transportowego Kosmos 1686 (pod tą nazwą krył się pojazd o nazwie TKS-4 – nowy załogowy statek transportowy przewidywany dla wojskowych stacji kosmicznych typu Ałmaz; po zarzuceniu programu wykorzystano je jako bezzałogowe statki towarowe). Poza tym załoga miała wykonać szereg wyjść w otwarty kosmos. Ten drugi cel nie wszedł jednak w fazę realizacji. W połowie października poważnie zachorował dowódca misji. Kontynuowanie lotu było niemożliwe. Wyprawę przerwano i kosmonauci powrócili na Ziemię już 21 listopada 1985.
- Sojuz TM-7

Drugi lot Wołkowa w kosmos rozpoczął się 26 listopada 1988. Tym razem dowodził statkiem kosmicznym Sojuz TM-7, na pokładzie którego znajdowali się również: inżynier pokładowy Siergiej Krikalow oraz francuski astronauta Jean-Loup Chrétien realizujący program badawczy o nazwie Aragatz. Po dwóch dniach Sojuz TM-7 połączył się ze stacją kosmiczną Mir. 9 grudnia 1988 Aleksandr Wołkow oraz Jean-Loup Chrétien wyszli na zewnątrz stacji. Na jej powierzchni zamontowali paletę z urządzeniami badawczymi do realizacji eksperymentów w ramach planowanego wówczas europejskiego promu kosmicznego o nazwie Hermes. Jean-Loup Chrétien został pierwszym astronautą innego kraju niż USA i ZSRR, który odbył spacer kosmiczny. 21 grudnia 1988 Chrétien powrócił na Ziemię na pokładzie Sojuza TM-6 razem z poprzednią stałą załogą Mira – Władimirem Titowem i Musą Manarowem. Na pokładzie pozostał natomiast lekarz Walerij Polakow. Do 27 kwietnia 1989 tj. do dnia powrotu kosmonautów na Ziemię załoga wykonywała zaplanowany program badawczy oraz przyjęła i rozładowała trzy statki towarowe typu Progress. Z powodu opóźnienia w budowie kolejnych modułów dla stacji Mir postanowiono, że tym razem kosmonauci zakonserwują stację i przez kilka miesięcy pozostanie ona niezamieszkana.
- Sojuz TM-13

Trzeci i zarazem ostatni lot Wołkowa w kosmos rozpoczął się 2 października 1991. Był dowódcą statku Sojuz TM-13. Tym razem w załodze nie było inżyniera pokładowego, lecz dwaj kosmonauci badacze z Austrii i Kazachstanu: Franz Viehböck i Toktar Äubäkyrow, którzy po wykonaniu swoich narodowych programów lotu powrócili na Ziemię 10 października 1991. Na orbicie pozostali Aleksandr Wołkow oraz Siergiej Krikalow, który w kosmosie znajdował się od 18 maja 1991. Obaj do 25 marca 1992 realizowali badania i eksperymenty przewidziane w programie 10 stałej ekspedycji stacji kosmicznej Mir (ЭО-10). W czasie trwania tej misji dokonał się ostateczny rozpad Związku Radzieckiego i kosmonauci zamiast w Kazachskiej Socjalistycznej Republice Radzieckiej wylądowali w niepodległym już Kazachstanie.

## Wykaz lotów
| Loty kosmiczne, w których uczestniczył Aleksandr A. Wołkow                 | Loty kosmiczne, w których uczestniczył Aleksandr A. Wołkow | Loty kosmiczne, w których uczestniczył Aleksandr A. Wołkow | Loty kosmiczne, w których uczestniczył Aleksandr A. Wołkow | Loty kosmiczne, w których uczestniczył Aleksandr A. Wołkow | Loty kosmiczne, w których uczestniczył Aleksandr A. Wołkow | Loty kosmiczne, w których uczestniczył Aleksandr A. Wołkow |
| №                                                                          | Data startu                                                | Statek kosmiczny                                           | Data lądowania                                             | Statek kosmiczny                                           | Funkcja                                                    | Czas trwania                                               |
| -------------------------------------------------------------------------- | ---------------------------------------------------------- | ---------------------------------------------------------- | ---------------------------------------------------------- | ---------------------------------------------------------- | ---------------------------------------------------------- | ---------------------------------------------------------- |
| 1                                                                          | 17 września 1985                                           | Sojuz T-14                                                 | 21 listopada 1985                                          | Sojuz T-14                                                 | kosmonauta-badacz                                          | 64 dni 21 godzin 52 minuty i 8 sekund                      |
| 2                                                                          | 26 listopada 1988                                          | Sojuz TM-7                                                 | 27 kwietnia 1989                                           | Sojuz TM-7                                                 | dowódca                                                    | 151 dni 11 godzin 8 minut i 24 sekundy                     |
| 3                                                                          | 2 października 1991                                        | Sojuz TM-13                                                | 25 marca 1992                                              | Sojuz TM-13                                                | dowódca                                                    | 175 dni 2 godziny 51 minut i 44 sekundy                    |
| Łączny czas spędzony w kosmosie — 391 dni 11 godzin 52 minuty i 16 sekund. |                                                            |                                                            |                                                            |                                                            |                                                            |                                                            |

## Nagrody i odznaczenia
- Medal „Złota Gwiazda” Bohatera Związku Radzieckiego (1985)
- Order Lenina (1985)
- Order Rewolucji Październikowej (1989)
- Order Przyjaźni Narodów (1992)
- Order „Za zasługi dla Ojczyzny” II stopnia (1996)
- Medal „Za zasługi w podboju kosmosu” (2011, Rosja)[1]
- Komandor Legii Honorowej (1989, Francja)
- Order Orła II klasy (1992, Kazachstan)
- Universal Astronaut Insignia za lot orbitalny (nr 183) – Stowarzyszenie Uczestników Lotów Kosmicznych (Association of Space Explorers(inne języki))[2]